# Riebeckita
La riebeckita es un mineral del grupo de los silicatos, subgrupo inosilicatos y dentro de ellos pertenece a los anfíboles. Suele presentarse en agregados de cristales, columnares o fibrosos, con tonalidad azul. Sinónimos en español muy poco usados son abriacanita, ortoriebeckita, ailsita u osanita.
Forma parte de varias series de solución sólida. En una la riebeckita es el extremo rico en hierro de una serie cuyo otro extremo es la magnesioriebeckita (rica en magnesio). Otra serie es aquella en la que un extremo es la glaucofana (rico en aluminio y magnesio) y el otro extremo es la riebeckita (rica en hierro). El punto intermedio de esta segunda serie es el mineral crossita, un "cruce" entre riebeckita y glaucofana.
Fue descrito por primera vez en 1888 por una ocurrencia en la isla de Socotra, Gobernación de Adén, Yemen y fue nombrado en reconocimiento del explorador y mineralogista alemán Emil Riebeck (1853–1885).

## Variedades

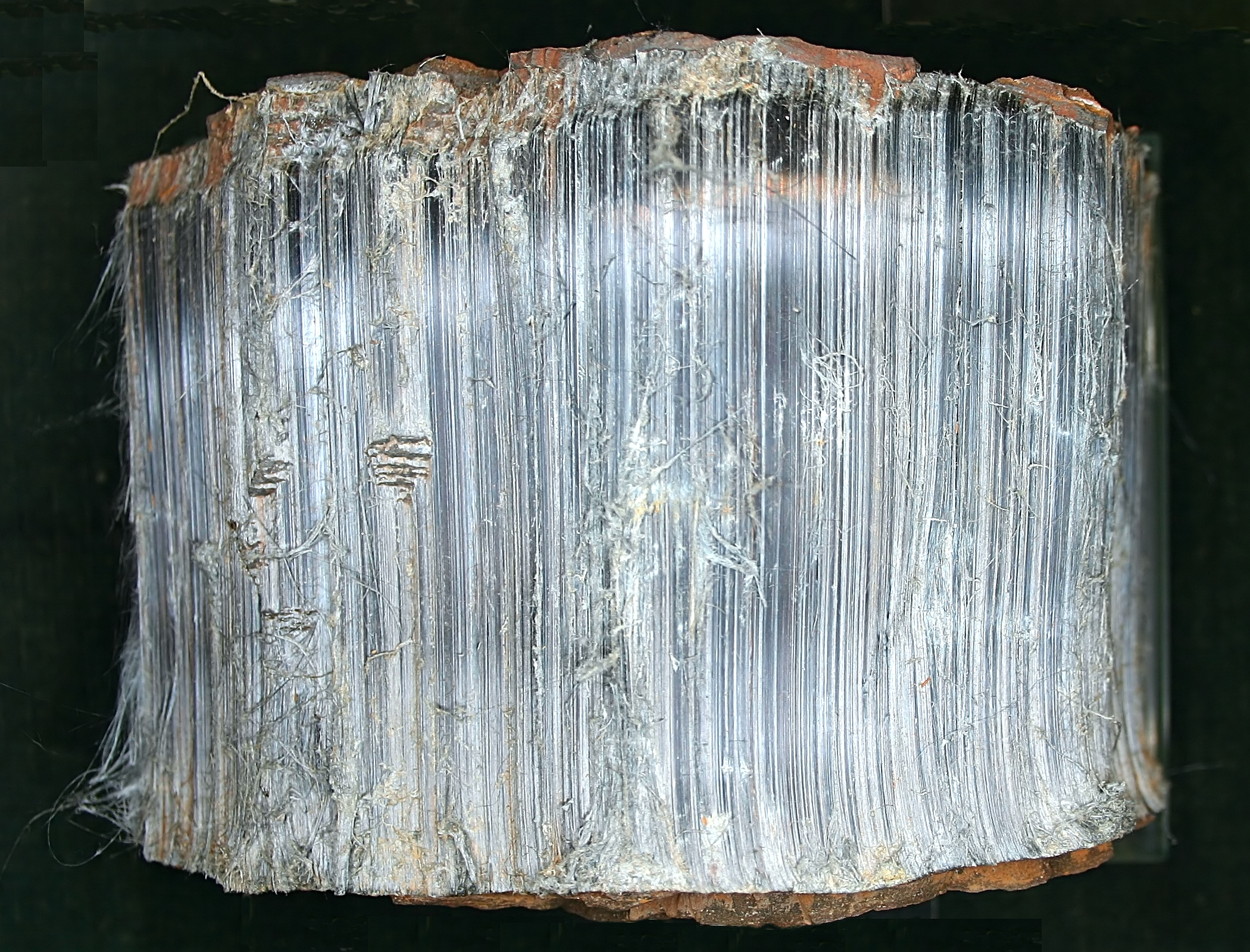
Crocidolita.

La crocidolita o amianto azul es una variedad fibrosa de la riebeckita., usado como asbesto. Sus fibras pueden ser peligrosas para la salud, siendo su inhalación un factor de riesgo para desarrollar mesotelioma
Secundariamente, la crocidolita puede encontrarse pseudomorfizada por cuarzo en una atractiva piedra ornamental, conocida con nombres comerciales de ojo de tigre, ojo de halcón, etc. Estas piedras semipreciosas son en realidad variedades de cuarzo, pues en el pseudomorfismo se ha producido una sustitución átomo a átomo de la crocidolita, que formaba la estructura cristalina, por mineral de cuarzo. Esto conserva la belleza de las fibras de crocidolita al mismo tiempo que la silificación le da gran dureza, lo que se llama "efecto de jaspeado", permitiendo así ser tallada como gema. Algunas de estas gemas conservan no solo la forma sino incluso el color azul de la riebeckita.

## Ambiente de formación
La riebeckita se encuentra en rocas ígneas tipo granitos alcalinos y sienitas —ricas en sodio—, así como también en rocas metamórficas tipo esquistos y formaciones de hierro bandeado —ricas en hierro—. Sin embargo, la variedad crocidolita solo se encuentra en rocas metamórficas, nunca en ígneas.
Otros minerales que suelen aparecer asociados a la riebeckita son: nefelina, cuarzo, almandino, egirina, feldespatos, micas y hematita.

## Localización, extracción y uso
Importantes yacimientos hay en la isla de Socotra (Yemen), Transvaal (Sudáfrica), Massachusetts (EE. UU.), Alemania, Noruega, Ucrania, etc. En España hay yacimientos en Galicia.
El asbesto azul o crocidolita se usa industrialmente a pesar de los riesgos para la salud que conlleva. Existen grandes yacimientos de crocidolita en las minas de Sudáfrica, y algo menor pero también importante en Australia.